# 11-я отдельная мотопехотная бригада (Украина)
11-я отдельная мотопехотная бригада (укр. 11-та окрема мотопіхотна бригада, сокр. 11 ОМПБр) — тактическое соединение механизированных войск сухопутных сил Украины.

## История
5 октября 2017 года Министерство обороны Украины сообщило, что на общевоенном полигоне оперативного командования «Север» состоялись тактические учения с боевой стрельбой 11 отдельной мотопехотной бригады, с также с привлечением и других военных формирований. Подразделения бригады отработали ряд тактических задач, в том числе: отражение атаки противника, ведение наступления, форсирование водного препятствия, захват выгодного рубежа и уничтожение незаконных вооруженных формирований. Министерство обороны отметило, что оперативный резерв первой очереди, привлеченный к учениям, показал высокие результаты своей подготовленности.

## Структура
- управление (штаб)
- механизированные батальоны
- танковый батальон
- зенитный ракетно-артиллерийский дивизион
- бригадная артиллерийская группа:
  - батарея управления и артиллерийской разведки
  - самоходный артиллерийский дивизион 2С3М «Акация»
  - самоходный артиллерийский дивизион 2С1 «Гвоздика»
  - реактивный артиллерийский дивизион БМ-21 «Град»
  - противотанковый артиллерийский дивизион МТ-12 «Рапира»
- разведывательная рота
- подразделения обеспечения
- медицинская рота